# کی مدینا
کی مدینا (انگلیسی: Quique Medina؛ زادهٔ ۲۵ سپتامبر ۱۹۶۷) بازیکن فوتبال اهل اسپانیا است.
از باشگاه‌هایی که در آن بازی کرده‌است می‌توان به باشگاه فوتبال هرکولس، باشگاه فوتبال سابادل، باشگاه ورزشی تنریف، و باشگاه فوتبال گرانادا اشاره کرد.
وی همچنین در تیم ملی فوتبال زیر ۱۸ سال اسپانیا بازی کرده‌است.